# Чемпіонат Європи з футболу 2000
Чемпіонат Європи з футболу 2000, або скорочено Євро-2000, — 11-й чемпіонат Європи, який приймала вдруге Бельгія та вперше Нідерланди, водночас це перший турнір, який проходив одразу в двох країнах. Проходив з 10 червня до 2 липня 2000 року. Фінал відбувся 2 липня 2000 року, о 21:00 (CET), на стадіоні «Де Кейп» у Роттердамі. 
У турнірі взяли участь 16 збірних команд країн Європи. Бельгії та Нідерланди кваліфікувалися до фінальної частини чемпіонату автоматично на правах господарів турніру. Ще 14 команд здобули право виступати у фінальній частині в кваліфікаційному раунді, що відбувався з 4 червня 1998 по 17 листопада 1999 року. 
Матчі чемпіонату проходили на 8 стадіонах у 8 містах. Відкриття чемпіонату відбулося 10 червня на стадіоні «Моріс Дюфрасн» у Льєжі, де зіграли збірні Бельгії та Швеції.
У фінальному матчі зустрілися збірні Франції та Італії. Перемогу у матчі з рахунком 2:1 завдяки «золотому голу» здобули французькі футболісти.
Переможець турніру збірна Франції отримала право зіграти на Кубку конфедерацій 2001 у Південній Кореї та Японії.

## Кваліфікація
Докладніше див. Чемпіонат Європи з футболу 2000 (кваліфікаційний раунд).

## Команди
Склади команд-учасниць див. Чемпіонат Європи з футболу 2000 (склади команд).

## Груповий етап

### Група A
|            |   |     |   |     |   |   |    |
| Команда    | М | Пер | Н | Пор | + | - | Оч |
| Португалія | 3 | 3   | 0 | 0   | 7 | 2 | 9  |
| Румунія    | 3 | 1   | 1 | 1   | 4 | 4 | 4  |
| Англія     | 3 | 1   | 0 | 2   | 5 | 6 | 3  |
| Німеччина  | 3 | 0   | 1 | 2   | 1 | 5 | 1  |
|            |   |     |   |     |   |   |    |

| Результати     |                       |            |           |            |
| Дата           | Місце проведення      |            | Результат |            |
| 12 червня 2000 | Льєж, Бельгія         | Німеччина  | 1:1       | Румунія    |
| 12 червня 2000 | Ейндговен, Нідерланди | Португалія | 3:2       | Англія     |
| 17 червня 2000 | Арнем, Нідерланди     | Румунія    | 0:1       | Португалія |
| 17 червня 2000 | Шарлеруа, Бельгія     | Англія     | 1:0       | Німеччина  |
| 20 червня 2000 | Шарлеруа, Бельгія     | Англія     | 2:3       | Румунія    |
| 20 червня 2000 | Роттердам, Нідерланди | Португалія | 3:0       | Німеччина  |

### Група B
|           |   |     |   |     |   |   |    |
| Команда   | М | Пер | Н | Пор | + | - | Оч |
| Італія    | 3 | 3   | 0 | 0   | 6 | 2 | 9  |
| Туреччина | 3 | 1   | 1 | 1   | 3 | 2 | 4  |
| Бельгія   | 3 | 1   | 0 | 2   | 2 | 5 | 3  |
| Швеція    | 3 | 0   | 1 | 2   | 2 | 4 | 1  |
|           |   |     |   |     |   |   |    |

| Результати     |                       |           |           |           |
| Дата           | Місце проведення      |           | Результат |           |
| 10 червня 2000 | Брюссель, Бельгія     | Бельгія   | 2:1       | Швеція    |
| 11 червня 2000 | Арнем, Нідерланди     | Туреччина | 1:2       | Італія    |
| 14 червня 2000 | Брюссель, Бельгія     | Італія    | 2:0       | Бельгія   |
| 15 червня 2000 | Ейндговен, Нідерланди | Швеція    | 0:0       | Туреччина |
| 19 червня 2000 | Брюссель, Бельгія     | Туреччина | 2:0       | Бельгія   |
| 19 червня 2000 | Ейндговен, Нідерланди | Італія    | 2:1       | Швеція    |

### Група C
|           |   |     |   |     |   |   |    |
| Команда   | М | Пер | Н | Пор | + | - | Оч |
| Іспанія   | 3 | 2   | 0 | 1   | 6 | 5 | 6  |
| Югославія | 3 | 1   | 1 | 1   | 7 | 7 | 4  |
| Норвегія  | 3 | 1   | 1 | 1   | 1 | 1 | 4  |
| Словенія  | 3 | 0   | 2 | 1   | 4 | 5 | 2  |
|           |   |     |   |     |   |   |    |

| Результати     |                       |           |           |           |
| Дата           | Місце проведення      |           | Результат |           |
| 13 червня 2000 | Роттердам, Нідерланди | Іспанія   | 0:1       | Норвегія  |
| 13 червня 2000 | Шарлеруа, Бельгія     | Югославія | 3:3       | Словенія  |
| 18 червня 2000 | Амстердам, Нідерланди | Словенія  | 1:2       | Іспанія   |
| 18 червня 2000 | Льєж, Бельгія         | Норвегія  | 0:1       | Югославія |
| 21 червня 2000 | Брюгге, Бельгія       | Югославія | 3:4       | Іспанія   |
| 21 червня 2000 | Арнем, Нідерланди     | Словенія  | 0:0       | Норвегія  |

### Група D
|            |   |     |   |     |   |   |    |
| Команда    | М | Пер | Н | Пор | + | - | Оч |
| Нідерланди | 3 | 3   | 0 | 0   | 7 | 2 | 9  |
| Франція    | 3 | 2   | 0 | 1   | 7 | 4 | 6  |
| Чехія      | 3 | 1   | 0 | 2   | 3 | 3 | 3  |
| Данія      | 3 | 0   | 0 | 3   | 0 | 8 | 0  |
|            |   |     |   |     |   |   |    |

| Результати     |                       |            |           |            |
| Дата           | Місце проведення      |            | Результат |            |
| 11 червня 2000 | Брюгге, Бельгія       | Франція    | 3:0       | Данія      |
| 11 червня 2000 | Амстердам, Нідерланди | Нідерланди | 1:0       | Чехія      |
| 16 червня 2000 | Брюгге, Бельгія       | Чехія      | 1:2       | Франція    |
| 16 червня 2000 | Роттердам, Нідерланди | Данія      | 0:3       | Нідерланди |
| 21 червня 2000 | Льєж, Бельгія         | Данія      | 0:2       | Чехія      |
| 21 червня 2000 | Амстердам, Нідерланди | Франція    | 2:3       | Нідерланди |

## Чвертьфінал
| Результати     |                       |            |           |            |  |  |  |
| Дата           | Місце проведення      |            | Результат |            |  |  |  |
| 24 червня 2000 | Амстердам, Нідерланди | Туреччина  | 0:2       | Португалія |  |  |  |
| 24 червня 2000 | Брюссель, Бельгія     | Італія     | 2:0       | Румунія    |  |  |  |
| 25 червня 2000 | Роттердам, Нідерланди | Нідерланди | 6:1       | Югославія  |  |  |  |
| 25 червня 2000 | Брюгге, Бельгія       | Іспанія    | 1:2       | Франція    |  |  |  |
|                |                       |            |           |            |  |  |  |

## Півфінал
| Результати     |                       |         |                     |            |  |  |  |
| Дата           | Місце проведення      |         | Результат           |            |  |  |  |
| 28 червня 2000 | Брюссель, Бельгія     | Франція | 2:1 додатковий час  | Португалія |  |  |  |
| 29 червня 2000 | Амстердам, Нідерланди | Італія  | 3:1 (0:0, п.п. 3:1) | Нідерланди |  |  |  |
|                |                       |         |                     |            |  |  |  |

## Фінал
| Результати   |                       |         |                    |        |
| Дата         | Місце проведення      |         | Результат          |        |
| 2 липня 2000 | Роттердам, Нідерланди | Франція | 2:1 додатковий час | Італія |

## Бомбардири
| 5 голів - Патрік Клюйверт - Саво Мілошевіч 4 голи - Нуну Гомеш 3 голи - Тьєрі Анрі - Сержиу Консейсау - Златко Заховіч 2 голи - Владімір Шміцер - Алан Ширер - Юрій Джоркаєфф - Давід Трезеге - Сілвен Вільтор - Зінедін Зідан - Філіппо Індзагі - Франческо Тотті - Франк Де Бур - Марк Овермарс - Боулдевейн Зенден - Гаїска Мендьєта - Альфонсо Перес - Хакан Шукюр |